# Richard Gillespie
Richard Henry Charles Gillespie (* 18. Februar 1952) ist ein britischer Politikwissenschaftler und Hochschullehrer.

## Leben und Wirken
Richard Gillespie studierte Politikwissenschaft an der University of Liverpool und erwarb dort 1974 den Bachelorgrad. Dort promovierte er 1979 zum Ph.D. Von 1977 bis 1979 arbeitete er als Tutor bzw. Dozent an der Newcastle University. Anschließend übernahm er Lehr- und Forschungsaufträge an der Universität Oxford (St. John’s College) bzw. an der University of Warwick und der University of Portsmouth. Von 2000 bis 2017 hatte Gillespie eine Professor an der University of Liverpool inne.
Gillespie beschäftigt sich vor allem mit politischen Entwicklungen in Lateinamerika, insbesondere in Argentinien sowie im westlichen Mittelmeerraum, vor allem im Blick auf Spanien und dessen sicherheitspolitische Rolle. Hinzu kommen Arbeiten zu sozialistischen Parteien und nationalistischen Bewegungen in Katalonien.
Seit 1996 ist er Begründer und Mitherausgeber der Zeitschrift "Mediterranean politics".

## Veröffentlichungen (Auswahl)
- Peronism and left militarism. In: Bulletin of the Society for Latin American Studies. Jg. 1979, S. 36–79.
- A Critique of the Urban Guerrilla: Argentina, Uruguay and Brazil. In: Conflict quarterly. Jg. 1980, H. 1, S. 39–53.
- Armed struggle in Argentina. In: New Scholar. Bd. 8 (1982), S. 387–427.
- Soldiers of Peron. Argentina's Montoneros. Clarendon Press, Oxford 1982, ISBN 0-19-821131-7.
- The Spanish Socialist Party. A history of factionalism. Clarendon Press, Oxford 1989, ISBN 0-19-822798-1.
- (Hrsg.): Cuba after thirty years. Rectification and the revolution. Cass, London 1990.
- The break-up of the "Socialist family". Party-union relations in Spain, 1982–89. In: West European politics. Bd. 13 (1990), S. 47–62.
- Manufacturing knowledge. A history of the Hawthorne experiments. Cambridge University Press, Cambridge 1991, ISBN 0-521-40358-8.
- "Programa 2000". The appearance and reality of socialist renewal in Spain. In: West European politics. Bd. 16 (1993), S. 78–96.
- (Hrsg., mit William E. Paterson): Rethinking social democracy in Western Europe. Cass, London 1993, ISBN 0-7146-4098-0.
- (Hrsg.): Democratic Spain. Reshaping external relations in a changing world. Routledge, London 1995, ISBN 0-415-11325-3.
- (Mithrsg.): Factional politics and democratization. Cass, London 1995, ISBN 0-7146-4639-3.
- Political violence in Argentina. Guerrillas, terrorists, and Carapintadas. In: Martha Crenshaw (Hrsg.): Terrorism in context. Pennsylvania State University Press, University Park 1995, ISBN 0-271-01014-2, S. 211–248.
- Spain and the Mediterranean. Southern sensitivity, European aspirations. In: Mediterranean politics. Bd. 1 (1996), S. 193–211.
- (Hrsg.): The Euro-Mediterranean partnership. Political and economic perspectives. Cass, London 1997, ISBN 0-7146-4822-1.
- Spanish protagonismo and the Euro-Med partnership initiative. In: Mediterranean politics. Bd. 2 (1997), S. 33–48.
- Spain's international challenges at the turn of the century. In: Mediterranean politics. Bd. 5 (2000), S. 1–13.
- mit Richard Youngs (Hrsg.): Spain. The European and international challenges. Cass, London 2001, ISBN 0-7146-5110-9.
- (Hrsg.): The European Union and democracy promotion. The case of North Africa. Cass, London 2002.
- Spain's pursuit of security in the western Mediterranean. In: European security. Bd. 11 (2002), S. 48–74.
- Adapting to French "leadership"?  Spain's role in the Union for the Mediterranean. In: Mediterranean politics. Bd. 16 (2011), S. 59–78.
- mit Caroline Gray (Hrsg.): Contesting Spain?  The dynamics of nationalist movements in Catalonia and the Basque Country. Routledge, London 2015, ISBN 978-1-85743-806-2.
- Barcelona, the left and the independence movement in Catalonia. Routledge, London 2020, ISBN 978-1-85743-962-5.